# Fenyang
Fenyang, ou em chinês 汾阳市, é uma cidade na China, na província de Shanxi.